# Denise Dupleix
Pour les articles homonymes, voir Dupleix.
Scènes principales
Opéra-Comique
Denise Dupleix est une artiste lyrique (soprano colorature) et professeure de chant française née le 1er août 1927 à Saint-Cyr-sur-Loire (Indre-et-Loire) et morte le 28 avril 2025 à Paris.

## Biographie

### Jeunesse et études
Denise Dupleix naît le 1er août 1927 à Saint-Cyr-sur-Loire, non loin de Tours (Indre-et-Loire). Ses parents, André Louis Dupleix (1892-1950) et Eugénie Julienne Olympe Souève (1893-1985) sont artistes lyriques. Ces derniers étant souvent en tournées, elle est élevée avec son frère Jean, de deux ans son aîné, par sa grand-mère maternelle à Saint-Cyr. Elle apprend le solfège avant d'entrer à l'âge de six ans au Conservatoire de Tours. Remarquée à l'âge de 17 ans dans un concours de chant local dans un air de La Fille du régiment, elle intègre au sortir de la guerre le Conservatoire national supérieur de Paris, avant d'être engagée dans la troupe de l'Opéra-Comique où elle effectuera l'essentiel de sa carrière.

### Carrière
À partir des années 1970, elle se tourne vers l'enseignement du chant et de l'art lyrique, notamment à l'Opéra de Paris où elle formera des futures grandes voix, comme Jean-Philippe Lafont ou Agnès Mellon. Par ailleurs, elle a animé des classes de maître en France et à l'étranger.

### Décès
Denise Dupleix meurt à Paris le 28 avril 2025 à l'âge de 97 ans,,.

### Hommages

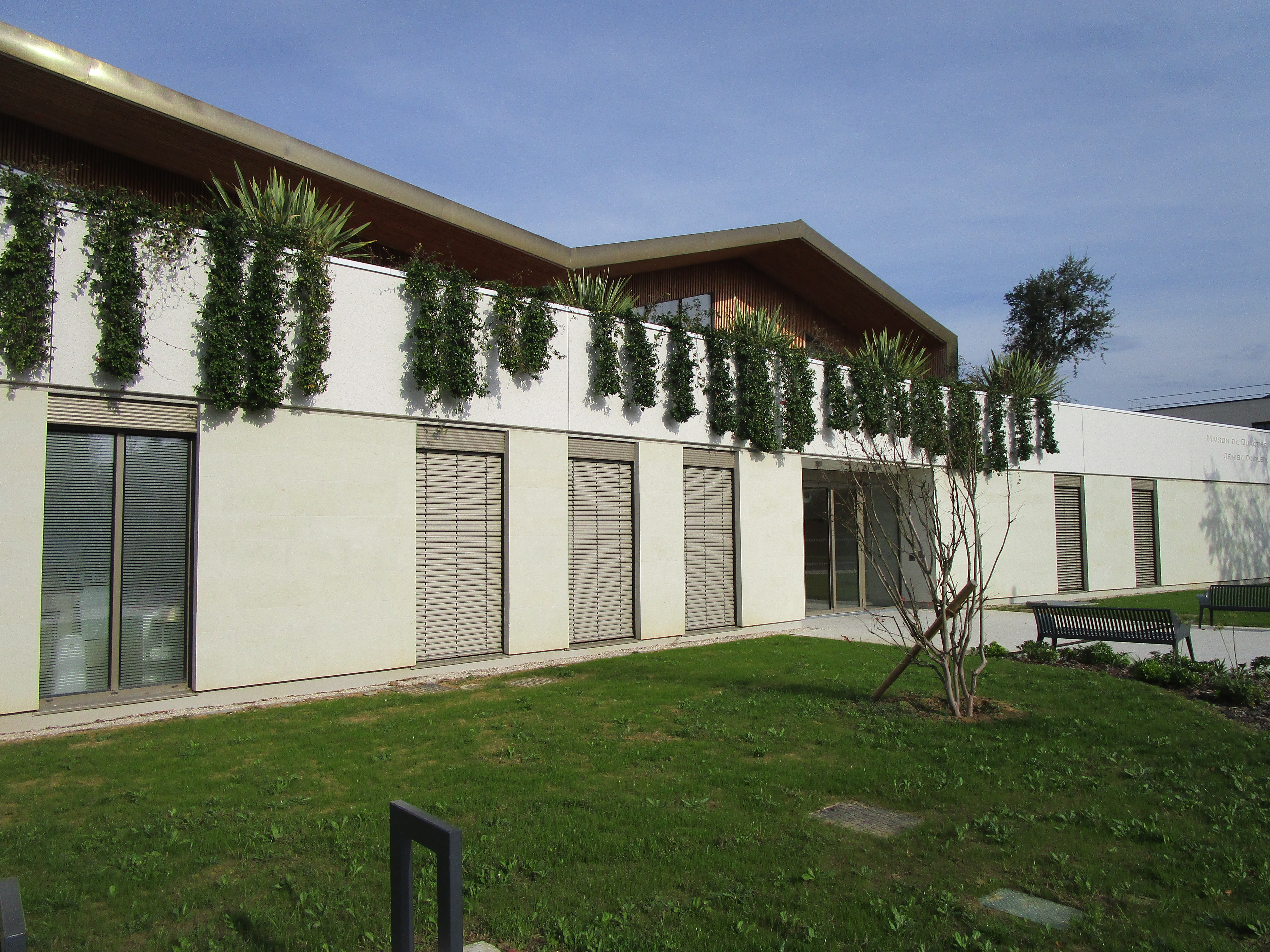
Maison de quartier Denise Dupleix à Saint-Cyr.

En 2006, Denise Dupleix reçoit la médaille d'or de la Ville de Saint-Cyr-sur-Loire et celle du Conseil général. En 2023 est inaugurée, toujours à Saint-Cyr-sur-Loire la maison de quartier Denise-Dupleix.

## Répertoire
- 1950 :  Lakmé dans Lakmé de Léo Delibes au Grand Théâtre de Tours
- 1950 :  Rosine dans Le Barbier de Séville de Gioachino Rossini au Grand Théâtre de Tours
- Leila dans Les Pêcheurs de perles de Georges Bizet
- Anna dans La Dame blanche de  François-Adrien Boieldieu
- Clairette dans La Fille de madame Angot de Charles Lecocq
- Le Feu et le Rossignol dans L'Enfant et les Sortilèges de Maurice Ravel.

## Discographie
- Le Pays du sourire (extraits) de Franz Lehár avec Alain Vanzo (Sou-Chong), Denise Duval (Lisa), Denise Dupleix (Mi) et Jean-Bernard Pomarez (Gustav), orchestre et chœurs Raymond Chevreux (dir.) - Polydor, 1957